# 真中海
真中 海（まなか うみ）は、日本の女性声優。主にアダルトゲームに声をあてている。

## 出演
太字は主役・メインキャラクター。

### アダルトゲーム
2009年
- きっと、澄みわたる朝色よりも、（経若丸）[1]
- すくぅ〜る・らぶっ!3 〜未来へのアレグレット〜（美波亜莉子）[2]
- 忍流（祭花、キリア）
- つるつるナース「恥ずかしい……こんなの誰にも見せられない……」 （中峰雪[3]、秋田小町）

2010年
- airy［F］airy 〜Easter of Sant'Ariccia〜（ブランディーヌ・マレ[4]、ハラペーニョ[5]）
- 秋空に舞うコンフェティ（安藤沙夜）[6]
- おキツネ様の恋するおまじない（暮葉）[7]
- 乙女恋心プリスター（ディケイ、エイレーネ、エウノミア）
- シュガーコートフリークス（珠姫）[8]
- Sugar+Spice2（遠野薫子）[9]
- 空を仰ぎて雲たかく（ローリエ）[10]
- Tiny Dungeon 〜BLESS of DRAGON〜（ミヤ）
- 天の光は恋の星（日渡療子）[11]
- のーぶる☆わーくす（兼元灯里）[12]
- もっと 姉、ちゃんとしようよっ!（一条楓子）[13]

2011年
- あまかん えっちな“ラブいちゃ”詰めちゃいました（宇佐美 優奈）
- 君を仰ぎ乙女は姫に（鷲尾凜）[14]
- SuGirly Wish（芝原美佳）[15]
- Tiny Dungeon 〜BIRTH for YOURS〜（ミヤ）[16]
- 太陽のプロミア（カシェット[17]、北天姫）
- でりばらっ! -deliverance of strays-（高千穂響子）[18]
- 七つのふしぎの終わるとき（止山ふみ）
- Hyper→Highspeed→Genius（サクラ＝ウィンザー）[19]
- ひなたテラス 〜We don't abandon you.〜（八乙女舞）[20]
- もっと 姉、ちゃんとしようよっ! アフターストーリー（一条楓子）[21]
- ユユカナ -under the Starlight-（高咲ほのか）[22]
- 美少女万華鏡 -呪われし伝説の少女-（蓮華）[23]

2012年
- 太陽のプロミア Flowering Days（カシェット）[24]
- ずっとつくしてあげるの!（南 和奏）[25]
- 英雄*戦姫（イヴァン雷帝[26]、孫六 兼本[27]）
- 初恋1/1（鴇崎 摩耶）
- 美少女万華鏡 -忘れな草と永遠の少女-（蓮華）[28]

2013年
- パステルチャイム3 バインドシーカー（獅子丘 マリ）[29]
- 天色*アイルノーツ（三刀屋 実里）[30]

2014年
- 美少女万華鏡 -かつて少女だった君へ-（蓮華）[31]
- ハルキス（白石 葵）[32]
- 英雄*戦姫GOLD（イヴァン雷帝、孫六 兼本）
- アマカノ（上林 聖）[33]
- シルヴァリオ ヴェンデッタ（ウラヌス-No.ζ）[34]

2015年
- 美少女万華鏡 -神が造りたもうた少女たち-（蓮華）

2016年
- アマカノ〜Perfect Edition〜（上林 聖）
- アマカノ+（上林 聖）[35]

2017年
- 美少女万華鏡 -罪と罰の少女-（蓮華）

2020年
- 美少女万華鏡 -理と迷宮の少女-（蓮華）

### 一般ゲーム
2012年
- シュガーリィ ウィッシュ -Limited-（芝原美佳）

2013年
- 英雄*戦姫（イヴァン雷帝、孫六 兼本）

### OVA
- ランス01 光をもとめて THE ANIMATION
  - 第1話「ランス、起つ!!」（謎の忍者）[36]
  - 第2話「進行!! リーザス中枢」（謎の忍者）[37]
  - 第4話「そして、王道へ…」（見当かなみ）
- アマカノ上林 聖編 / 特別編（上林 聖）

## ディスコグラフィ

### キャラクターソング
| 発売日        | 商品名                                   | 歌               | 楽曲                            | 備考                       |
| ------------- | ---------------------------------------- | ---------------- | ------------------------------- | -------------------------- |
| 2019年8月30日 | アマカノ キャラクターソング Vol.2 上林聖 | 上林聖（真中海） | 「masquerade」 「snow crystal」 | PCゲーム『アマカノ』関連曲 |